# Teiji Takagi
Teiji Takagi (高木 貞治 Takagi Teiji, 21 de abril de 1875 — 28 de fevereiro de 1960) foi um matemático japonês.
Conhecido pela prova do teorema da existência de Takagi em teoria dos corpos de classes.